# Pfarrkirche Kematen an der Ybbs

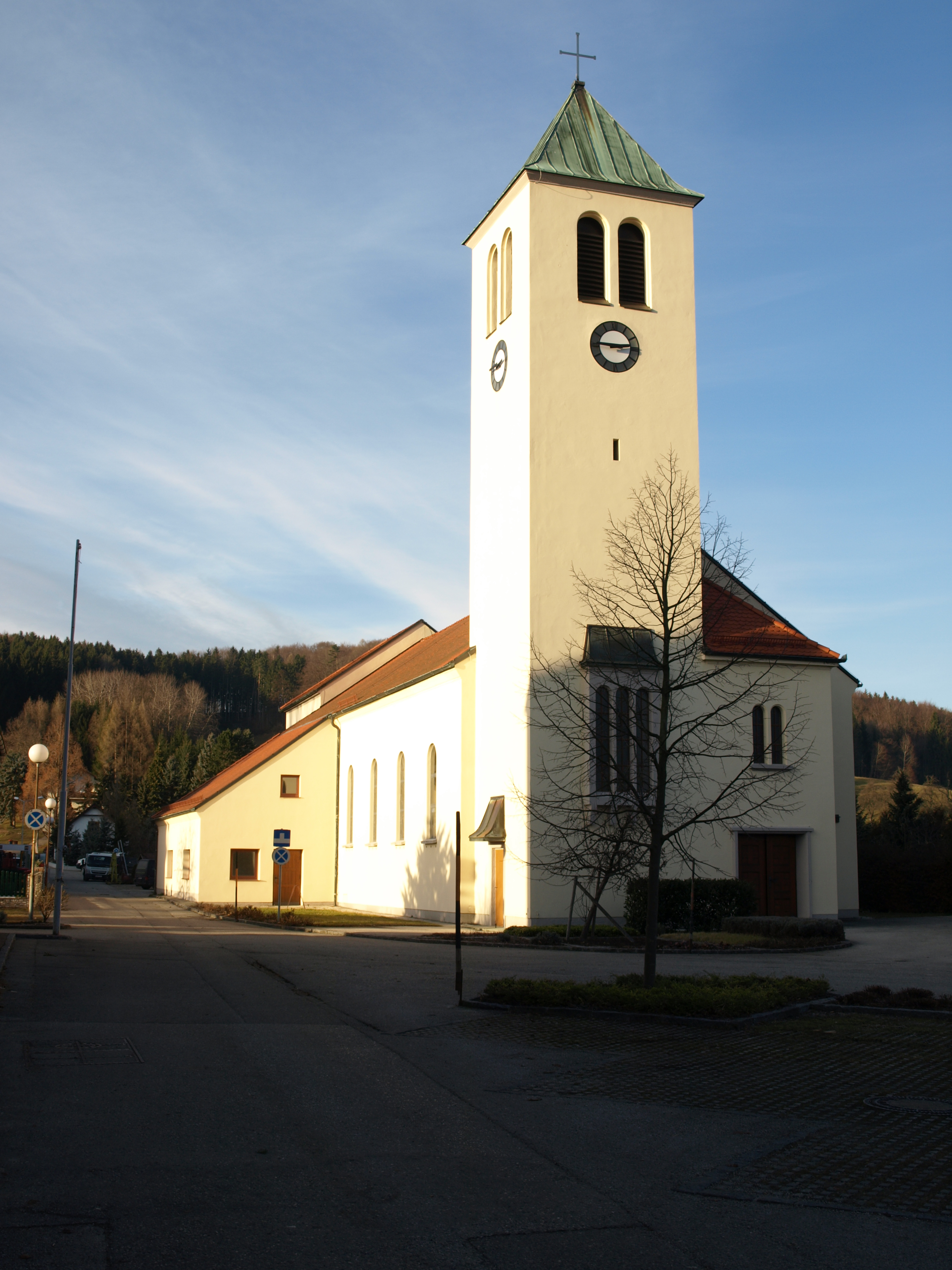
Pfarrkirche Kematen

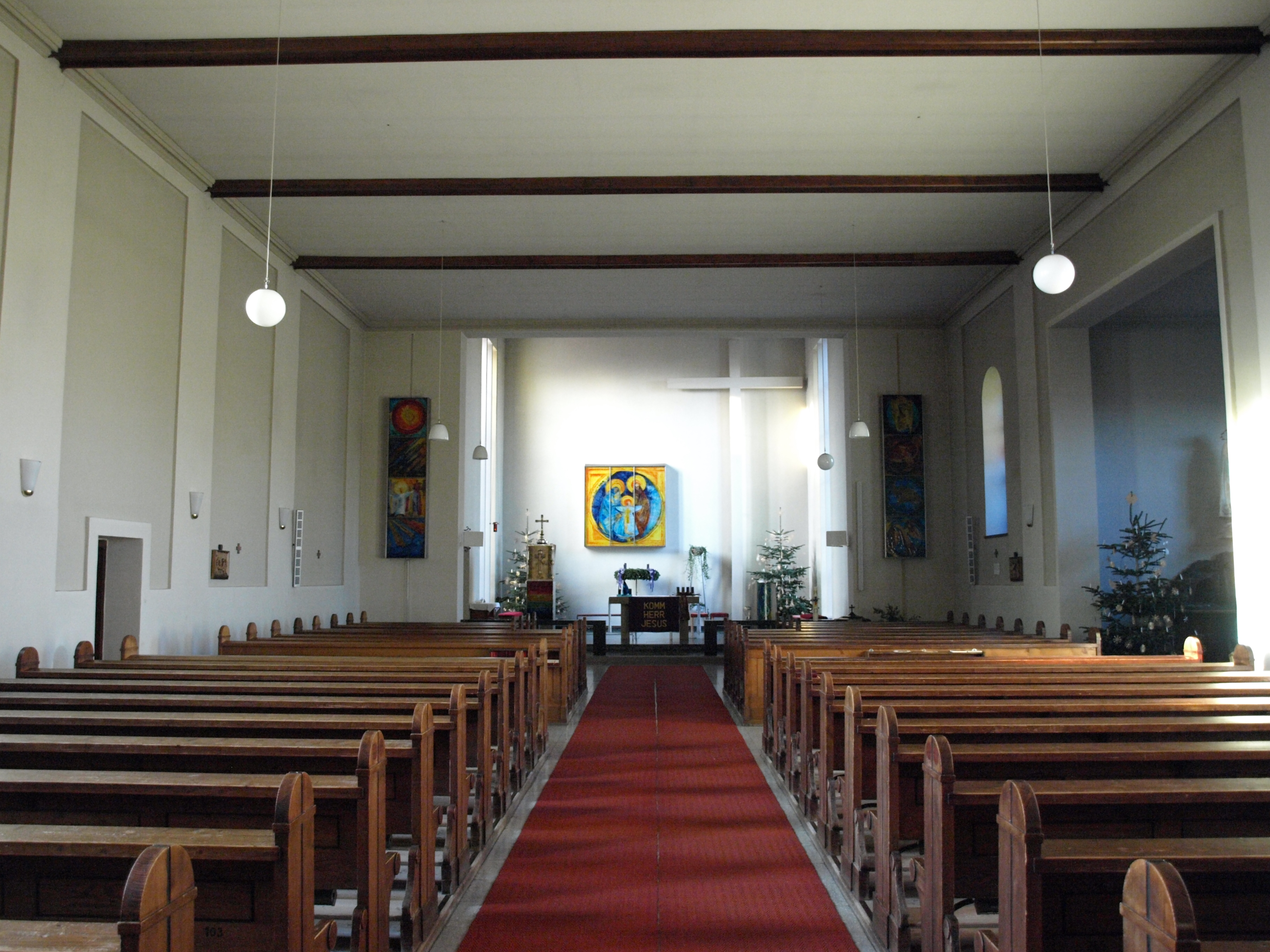
Langhaus, Blick zum Chor

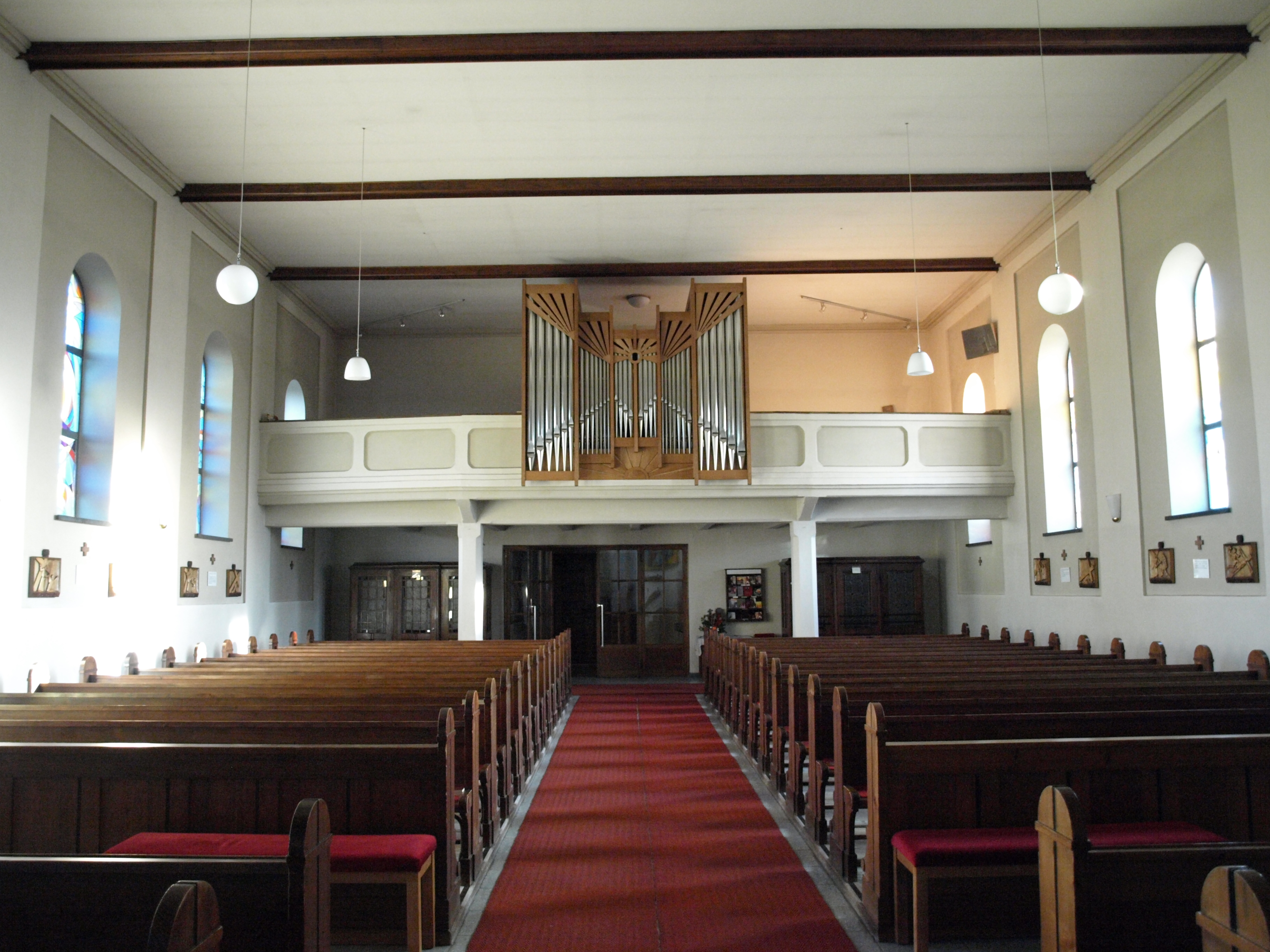
Langhaus, Blick zur Orgelempore

Die Pfarrkirche Kematen an der Ybbs steht am nördlichen Siedlungsrand in der Marktgemeinde Kematen an der Ybbs im Bezirk Amstetten in Niederösterreich. Die auf die Heilige Familie geweihte römisch-katholische Pfarrkirche – dem Stift Seitenstetten inkorporiert – gehört zum Dekanat Waidhofen an der Ybbs in der Diözese St. Pölten. Die Kirche steht unter Denkmalschutz (Listeneintrag).

## Geschichte
Die Kirche wurde nach den Plänen des Linzer Dombaumeisters Matthäus Schlager im Jahr 1929 als moderne Saalkirche errichtet. Die Zubauten von 1949 bis 1951 mit der Vorhalle, Marienkapelle und Südturm erfolgten nach den Plänen des Architekten Josef Friedl. 1958 waren Bauarbeiten zum Chor und der Sakristei.
Die Pfarre wurde 1932 gegründet. 1953 wurden die Glocken geweiht.

## Architektur
Das Kirchenäußere zeigt einen ungegliederten Kirchenbau mit Rundbogenfenster unter einen Satteldach. Der etwas höhere Rechteckchor hat hohe Betonschlitzfenster mit quergestelltem Gewände und Glasziegelbahnen. Die Südfront bildet seitlich links der vorgestellte Turm unter einem Zeltdach mit einem dreiteiligen Flacherker im unteren Bereich und seitlich rechts die zweigeschoßige Vorhalle mit einem schlichten breiten Rechteckportal und darüber mit einem Zwillingsbogenfenster. Die Marienkapelle und die Sakristei sind seitlich angebaut.
Das Kircheninnere zeigt sich mit einem Saalraum unter einer Flachdecke, die Wände sind über einem umlaufenden Sockel mit Putzlisenen gegliedert. Die Orgelempore steht auf abgefasten Rechteckstützen. Der überhöhte eingezogene Rechteckchor unter einer Holzbalkendecke hat eine starke seitlich geführte Lichtführung. Die ostseitige rechteckige Marienkapelle wirkt als querschiffartige Raumerweiterung.
Die Wandmalerei Heilige Familie an der Chorwand malte Robert Herfert 1961. 1997 wurden die Kirchenfenster mit dem Thema der sieben Schöpfungstage von Carla Kamenik gestaltet, 2004 wurde der Altarraum von ihr umgestaltet.

## Ausstattung
Den Hochaltar und den Tabernakelaltar schuf der Bildhauer Leopold Radax und Sohn um 1930. Darüber ist eine Statuette Auferstandener Christus in barocken Formen. Der Seitenaltar in der Marienkapelle trägt die Statue Maria Fatima vom Bildhauer Bortolotti 1933.
Das monumentale Missionskreuz an der Chorwand ist aus 1963. Über der polygonalen Hängekanzel hängt eine Kruzifix in mittelalterlichen Formen aus der Mitte des 20. Jahrhunderts. Die Konsolstatuen Herz Jesu, Antonius von Padua und Josef von Nazaret sind aus dem ersten Drittel des 20. Jahrhunderts. Das Gemälde Judas Thaddäus nennt P.II.F. Rom. Jacobs 1943. Die Kreuzwegreliefs sind Werke von Kunibert Zinner 1975.
Die Orgel baute Orgelbau Pieringer 2000.